# 陶山朝阳洞石刻造像
陶山朝阳洞石刻造像，位于山东省肥城市湖屯镇。是中华人民共和国第八批全国重点文物保护单位之一。
1994年3月18日，列入第一批泰安市重点文物保护单位。2013年10月，列入第四批山东省文物保护单位，2019年10月，列入第八批全国重点文物保护单位，该文物保护单位是一座石窟寺及石刻。